# Karrootrapp
Karrootrapp (Heterotetrax vigorsii) är en fågel i familjen trappar inom ordningen trappfåglar.

## Utseende
Karrootrappen är en relativt liten trapp, med en kroppslängd på 60 cm. Hanen är större och tyngre än honan, med en vikt på 1600 gram mot honans 1350. Hos nominatformen (se nedan) är den gråbrun på hals, nacke och bröst, med svart på hakan och strupen, kantat av vitt. På buken är den skärvit och vingarna är bruna. Honan liknar hanen men har mindre svart på strupen. Den nordligare underarten namaqua är gråare på bröstet än nominatformen.

## Utbredning och systematik
Karrootrappen delas in i två underarter med följande utbredning:
- vigorsii – förekommer i sydvästra Sydafrika
- namaqua – förekommer i södra Namibia och nordvästra Sydafrika

## Levnadssätt
Karrootrappen lever i olika arida miljöer som finns i karroo liksom i andra torra buskmarker. En liten population hittas också i karrooliknande fynbos i södra Sydafrika. Arten är allätare, men äter mest vegetabilisk föda som frukt, löv, rotknölar och blommor som de från Asteraceae, Brassicaceae och Mesembryanthemaceae.

## Status och hot
Arten har ett stort utbredningsområde och en stor population, och tros öka i antal. Utifrån dessa kriterier kategoriserar internationella naturvårdsunionen IUCN arten som livskraftig (LC). Världspopulationen har inte uppskattats men den beskrivs som generellt vanlig.

## Namn
Fågelns vetenskapliga artnamn hedrar Nicholas Aylward Vigors (1785-1840), irländsk parlamentsledamot, zoolog och redaktör för Zoological Journal 1827-1834. Karroo (eller karoo) är ett stäpp- och halvökenområde i södra och västra Sydafrika.